# 세이디 알렉산드루

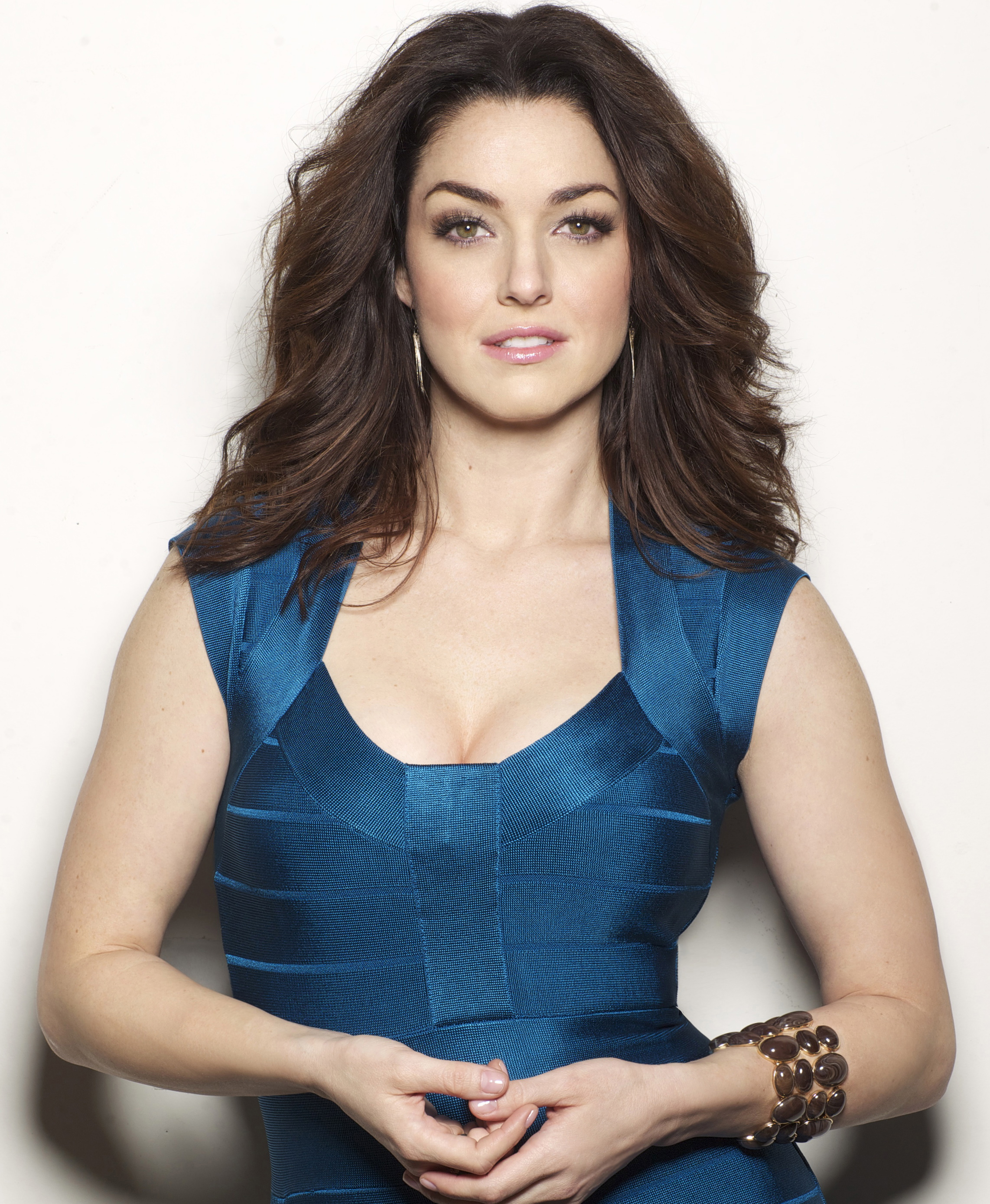

세이디 알렉산드루(Sadie Alexandru, 1977년 12월 2일 ~ )는 미국의 배우, 연극 배우, 텔레비전 배우, 영화배우, 모델이다.
뉴욕에서 태어났다.

## 영화
- 길들여진 말 (2015년)
- 신밧드: 제 5의 항해 (2014년)
- 디너 위드 안나 (2013년) - 레나타 역
- 스타팅 프롬 스크래치 (2013년) - 제이드 역
- 루시 인 더 스카이 위드 다이아몬드 (2012년)
- 베어 너클스 (2010년)
- 게이머 (2009년)
- 8 볼 (2008년) - 미셸 역